# Bellemerea cupreoatra
Bellemerea cupreoatra är en lavart som först beskrevs av William Nylander och fick sitt nu gällande namn av Clauzade & Cl. Roux 1984. Bellemerea cupreoatra ingår i släktet Bellemerea och familjen Porpidiaceae.   Inga underarter finns listade i Catalogue of Life.